# Humococcus petilus
Humococcus petilus är en insektsart som först beskrevs av Brookes 1976.  Humococcus petilus ingår i släktet Humococcus och familjen ullsköldlöss. Inga underarter finns listade i Catalogue of Life.